# Seznam opavských knížat

Znak knížectví opavského

Toto je seznam opavských knížat. Opavské knížectví nebo také Opavské vévodství (německy Herzogtum Troppau, polsky Księstwo Opawskie) bylo historickým útvarem na moravsko-slezském pomezí v okolí dnešních měst Opavy, Bruntálu, Krnova, Hlučína a polských Hlubčic.

## Opavští Přemyslovci
| Panování  | Vládce             | Příbuzenské vztahy                         | Poznámky                                                                                  |
| --------- | ------------------ | ------------------------------------------ | ----------------------------------------------------------------------------------------- |
| 1269–1308 | Mikuláš I. Opavský | nemanželský syn krále Přemysla Otakara II. | V letech 1278–1281 v uherském zajetí, v roce 1308 o knížectví přišel. Zemřel v roce 1318. |

## Piastovci
| Panování  | Vládce                    | Příbuzenské vztahy | Poznámky                                                                                        |
| --------- | ------------------------- | ------------------ | ----------------------------------------------------------------------------------------------- |
| 1308–1311 | Boleslav III. Marnotratný |                    | Panství zabral jako náhradu za nevyplacené věno své manželky Markéty, sestry krále Václava III. |

## Opavští Přemyslovci
| Panování      | Vládce                        | Příbuzenské vztahy      | Poznámky                                                                   |
| ------------- | ----------------------------- | ----------------------- | -------------------------------------------------------------------------- |
| 1318–1365     | Mikuláš II. Opavský           | syn Mikuláše I.         | V roce 1318 složil lenní slib Janovi Lucemburskému. Také kníže ratibořský. |
| 1365–1377     | Jan I. Ratibořský             | syn Mikuláše II.        | Také kníže ratibořský.                                                     |
| ok. 1377–1381 | Václav I. Opavský             | syn Mikuláše II.        |                                                                            |
| 1377–1433     | Přemysl I. Opavský            | syn Mikuláše II.        |                                                                            |
| 1377–ok. 1385 | Mikuláš III. Opavský          | syn Mikuláše II.        |                                                                            |
| 1433–1445/9   | Václav II. Opavský            | syn Přemysla I.         |                                                                            |
| 1433–1437     | Mikuláš IV. Opavský           | syn Přemysla I.         | Společně s bratrem Václavem.                                               |
| 1433–1452     | Vilém I. Opavský              | syn Přemysla I.         | Spoluvládce Václava II., poté vládl samostatně.                            |
| 1433–1456     | Arnošt Opavský                | syn Přemysla I.         | Spoluvládce Opavska.                                                       |
| 1433–1456     | Přemysl II. Opavský           | syn Přemysla I.         | Spoluvládce Opavska                                                        |
| 1452–1456     | Bedřich Opavský († 1470/3)    | Synové Viléma Opavského | Formální spoluvládci strýců Arnošta a Přemysla.                            |
| 1452–1456     | Václav III. Opavský († 1474)  | Synové Viléma Opavského | Formální spoluvládci strýců Arnošta a Přemysla.                            |
| 1452–1456     | Přemysl III. Opavský († 1493) | Synové Viléma Opavského | Formální spoluvládci strýců Arnošta a Přemysla.                            |
| 1442/9–1485   | Jan III. Pobožný              | syn Václava II.         | Přenechal svá práva na Opavsko Jiřímu z Poděbrad.                          |
| 1442/9–1454   | Hanuš z Fulneka               | syn Václava II.         |                                                                            |

Jiří z Poděbrad ustanovil opavským knížetem svého syna Viktorína. Na nátlak uherského a českého krále Matyáše Korvína mu museli roku 1485 své knížectví postoupit. Matyáš pak postupoval stejně jako Jiří z Poděbrad a Opavsko dal svému synovi Jánošovi. Po smrti Matyáše se vlády nad Slezskem chopil dle olomouckých úmluv Vladislav II. Jagellonský. Opavsko už zůstalo v rukách českých králů. Roku 1526 přešlo po smrti Ludvíka Jagellonského a zvolení českým králem Ferdinanda I. Habsburského pod vládu rakouských Habsburků.

## Lichtenštejnové
Král Matyáš udělil Opavsko roku 1613 lénem svému důvěrníkovi Karlovi I. z Lichtenštejna (1569–1627) a formálně je stvrdil jako součást Slezska (roku 1622 mu udělil i sousední krnovské knížectví). Hlava rodu Lichtenštejnů tak od té doby nese titul knížat (resp. vévodů) opavských v rámci svého celého titulu (kníže z a na Lichtenštejnu, vévoda opavský a krnovský, hrabě z Rietbergu).
| Jméno                    | Portrét | Knížetem                      | Život        | Poznámky                                                                                         |
| ------------------------ | ------- | ----------------------------- | ------------ | ------------------------------------------------------------------------------------------------ |
| Karel I. z Lichtenštejna |         | 1613–1627                     | 1569–1627    | Získal Krnovské knížectví v roce 1622 poté co bylo zkonfiskováno Janu Jiřímu.                    |
| Karel Eusebius           |         | 1627–1684                     | 1611–1684    | Syn Karla I.                                                                                     |
| Jan Adam I.              |         | 1684–1712                     | 1662–1712    | Syn Karla Eusebia                                                                                |
| Josef Václav             |         | 1712–1718 1732–1745 1748–1772 | 1696–1772    | Pra-prasynovec Karla I. z Lichtenštejna                                                          |
| Antonín Florián          |         | 1718–1721                     | 1656–1721    | Prasynovec Karla I. z Lichtenštejna, strýc Josefa Václava První vládnoucí lichtenštejnský kníže. |
| Josef Jan Adam           |         | 1721–1732                     | 1690–1732    | Syn Antonína Floriána                                                                            |
| Jan Nepomuk Karel        |         | 1732–1748                     | 1724–1748    | Syn Josefa Jana Adama                                                                            |
| František Josef I.       |         | 1772–1781                     | 1726–1781    | Synovec Josefa Václava                                                                           |
| Alois I.                 |         | 1781–1805                     | 1759–1805    | Syn Františka Josefa I.                                                                          |
| Jan I. z Lichtenštejna   |         | 1805–1836                     | 1760–1836    | Syn Františka Josefa I.                                                                          |
| Alois II.                |         | 1836–1858                     | 1796–1858    | Syn Jana I. z Lichtenštejna                                                                      |
| Jan II. z Lichtenštejna  |         | 1858–1929                     | 1840–1929    | Syn Aloise II.                                                                                   |
| František I.             |         | 1929–1938                     | 1853–1938    | Syn Aloise II.                                                                                   |
| František Josef II.      |         | 1938–1989                     | 1906–1989    | Potomek Jana I. z Lichtenštejna, prasynovec Františka I.                                         |
| Jan Adam II.             |         | od 1989                       | narozen 1945 | Vládnoucí kníže lichtenštejnský, syn Františka Josefa II.                                        |